# Kwadungan Lor
Kwadungan Lor is een bestuurslaag in het regentschap Ngawi van de provincie Oost-Java, Indonesië. Kwadungan Lor telt 2993 inwoners (volkstelling 2010).